# Mamoru Shigemitsu
Mamoru Shigemitsu (重光 葵, Shigemitsu Mamoru, Bungo-Ōno, 29 de julho de 1881 – Yugawara, 26 de janeiro de 1957) foi Ministro das Relações Exteriores do Japão, no fim da Segunda Guerra Mundial e também no pós-guerra.

## Antes da Segunda Guerra Mundial
Shigemitsu tornou-se embaixador na União Soviética e, em 1938, negociou um acordo para o confronto na fronteira russo-japonesa na colina Changkufeng. Ele então se tornou embaixador do Japão no Reino Unido durante um período de deterioração das relações anglo-japonesas, principalmente o incidente de Tientsin em 1939, que levou o Japão à beira da guerra com o Reino Unido. Ele foi chamado de volta em junho de 1941.

## Segunda Guerra Mundial

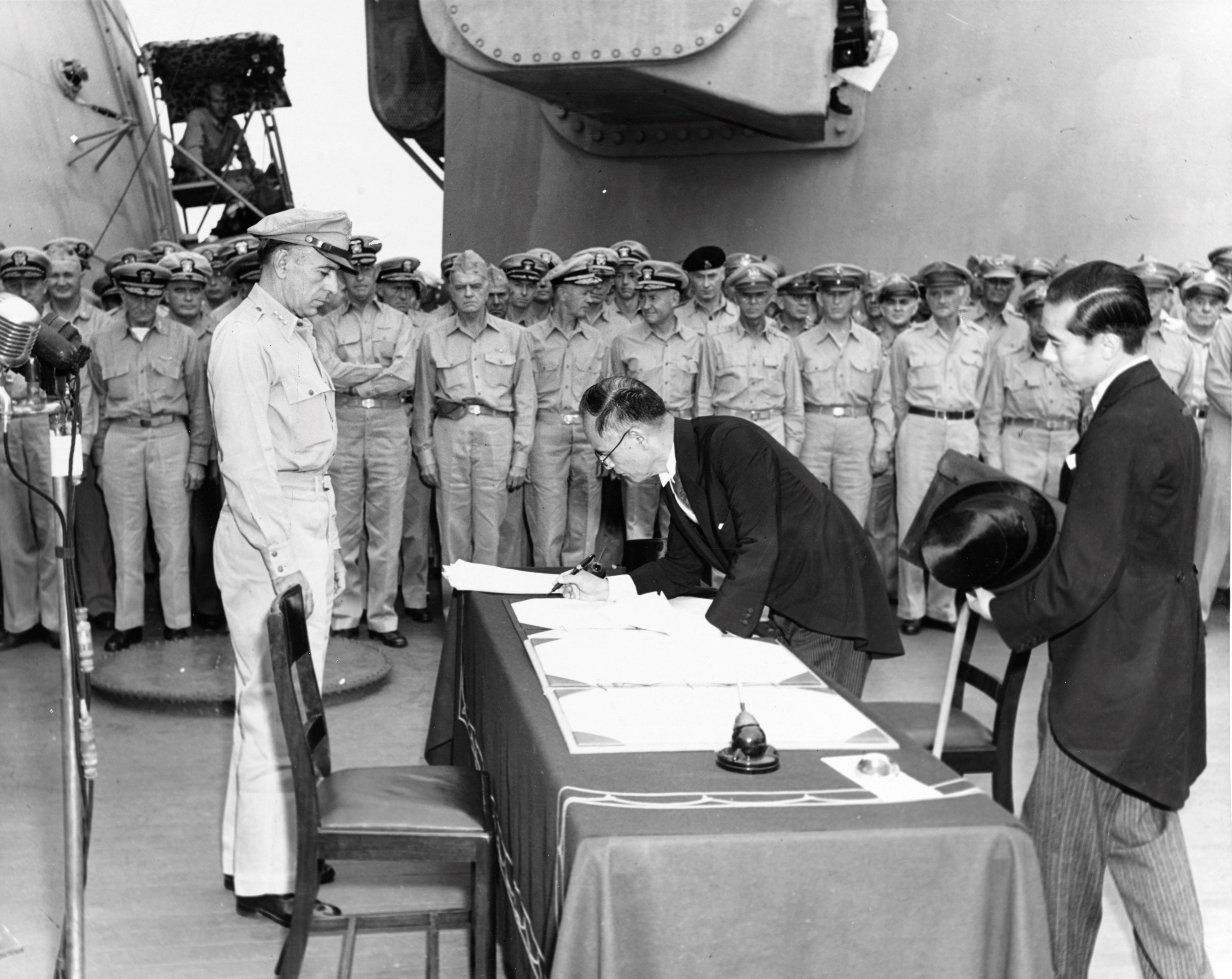
A bordo do, Shigemitsu assina a rendição do Japão em 2 de setembro de 1945, acompanhado por Toshikazu Kase (à direita).

Shigemitsu foi altamente crítico das políticas externas de Yōsuke Matsuoka, especialmente o Pacto Tripartite, que ele advertiu que fortaleceria ainda mais o sentimento anti-japonês nos Estados Unidos . Shigemitsu passou duas semanas em Washington, D.C., no caminho de volta, conversando com o embaixador Kichisaburō Nomura para tentar, sem sucesso, arranjar negociações diretas entre o primeiro-ministro Fumimaro Konoe e o presidente dos Estados Unidos Franklin D. Roosevelt.
As muitas tentativas de Shigemitsu de evitar a Segunda Guerra Mundial irritaram os militaristas em Tóquio, e apenas dois dias após o ataque a Pearl Harbor, Shigemitsu foi afastado com uma nomeação como embaixador do Governo Nacional Reorganizado da China, patrocinado pelos japoneses. Na China, Shigemitsu argumentou que o sucesso da proposta Esfera de Co-Prosperidade do Grande Leste Asiático dependia do tratamento igual da China e de outras nações asiáticas com o Japão.
Em 20 de abril de 1943, em um movimento que foi visto como um sinal de que o Japão poderia estar se preparando para um colapso dos poderes do Eixo, o primeiro-ministro japonês Hideki Tōjō substituiu o ministro das Relações Exteriores Masayuki Tani por Shigemitsu, que havia sido firme em sua oposição ao militaristas. Ele foi, portanto, ministro das Relações Exteriores durante a Conferência da Grande Ásia Oriental. A imprensa americana frequentemente se referia a ele nas manchetes como "Shiggy".
De 22 de julho de 1944 a 7 de abril de 1945, ele atuou simultaneamente como Ministro das Relações Exteriores e Ministro do Grande Leste Asiático na administração Koiso. Ele novamente ocupou esse cargo brevemente em agosto de 1945 na administração Higashikuni.
Shigemitsu, como plenipotenciário civil, junto com o General Yoshijirō Umezu, assinou o Instrumento Japonês de Rendição em 2 de setembro de 1945.

## Pós-guerra
Apesar da conhecida oposição de Shigemitsu à guerra, por insistência da União Soviética, ele foi levado sob custódia pelo Comandante Supremo das Potências Aliadas e mantido na prisão de Sugamo, sob a acusação de crimes de guerra. Apesar de um depoimento assinado por Joseph Grew, o ex-embaixador dos Estados Unidos no Japão, contra os protestos de Joseph B. Keenan, o promotor-chefe, o caso de Shigemitsu foi a julgamento. Ele foi condenado no Tribunal Militar Internacional para o Extremo Oriente e foi sentenciado a sete anos de prisão por travar "uma guerra agressiva". Ele foi libertado em liberdade condicional em 1950.
Após o fim da ocupação do Japão, Shigemitsu formou o efêmero partido Kaishintō, que se fundiu com o Partido Democrático do Japão em 1954. Em outubro de 1952, foi eleito para uma cadeira na Câmara Baixa da Dieta do Japão, e em 1954, ele se tornou vice-primeiro-ministro do Japão sob o primeiro-ministro Ichirō Hatoyama, o líder do Partido Democrático do Japão. O gabinete continuou após a fusão do PDJ e do Partido Liberal como o Partido Liberal Democrático (PLD) em 1955, e Shigemitsu continuou a ocupar o cargo de vice-primeiro-ministro do Japão até 1956.
Shigemitsu serviu como ministro das Relações Exteriores de 1954 a 1956 sob a 1ª a 3ª administrações de Hatoyama. Ele representou o Japão na Conferência Asiático-Africana de 1955 realizada na Indonésia, que marcou o início do retorno do Japão à participação em uma conferência internacional desde a Liga das Nações. No ano seguinte, ele discursou na Assembleia Geral das Nações Unidas, prometendo o apoio do Japão aos princípios fundadores das Nações Unidas e solicitando formalmente a adesão. O Japão tornou-se seu 80º membro em 18 de dezembro de 1956.
Shigemitsu também viajou para Moscou em 1956 na tentativa de normalizar as relações diplomáticas e resolver a disputa nas Ilhas Curilas. A visita resultou na Declaração Conjunta Soviético-Japonesa de 1956.

## Morte
Em janeiro de 1957, no ano seguinte após sua visita à URSS, Shigemitsu morreu de infarto do miocárdio, aos 69 anos, em sua casa de verão em Yugawara, Kanagawa.